# Friese Hempolders
De Friese Hempolders zijn polders die in de 12e eeuw en 13e eeuw in Friesland werden aangelegd, langs de zuidrand en gedeeltelijk de oostrand van de voormalige Middelzee.
De Middelzee was toen al dichtgeslibd en had haar waterafvoerende functie verloren. Bovendien werd ook begonnen met het ontginnen van de veengebieden. Daardoor kregen de gebieden tussen de veengebieden en de dichtgeslibde Middelzee veel water te verwerken dat ze moeilijk konden afvoeren. Daarom werden deze gebieden ingedijkt. De naam van de zuidelijke en oostelijke dijk (tussen de hempolder en de veengebieden) is vaak Hemdijk en Griene Dyk.
Enkele Hempolders:
- Rauwerderhem (Rond Rauwerd of Raerd)
- Scherhem (ten noorden van Sneek)
- Sperkhem (tegenwoordig een wijk van Sneek)
- Scherwolderhem (rond Abbega en Oosthem)
- Hem rond Abbega en Heeg
- Riperahem rond Sandfirden